# Korg (cómic)
Korg es un personaje que aparece en los cómics estadounidenses publicados por Marvel Comics. Creado por el escritor Greg Pak y el artista Carlo Pagulayan, apareció por primera vez en The Incredible Hulk vol. 2 # 93 durante la historia de Planet Hulk.
Taika Waititi interpreta a Korg, mediante el uso de captura de movimiento, en las películas Thor: Ragnarok (2017), Avengers: Endgame (2019), el cortometraje Deadpool and Korg React (2021), la serie animada de Disney+ What If...? (2021) y en Thor: Love and Thunder (2022), todas parte del Universo cinematográfico de Marvel.

## Historia de la publicación
Creado por Greg Pak y Carlo Pagulayan, Korg se inspiró en la historia de origen de Thor y fue más tarde reconectado en The Incredible Hulk #94 en una de las criaturas de piedra que lucharon con Thor en Journey into Mystery # 83 lanzado en 1962.

## Biografía
Korg es parte de la raza Kronan. Después de su derrota a manos de Thor cuando los hombres de piedra trataron de invadir la Tierra, Korg se convirtió en un prisionero del Rey Rojo en el planeta alienígena de Sakaar. Fue obligado a la esclavitud por un disco de obediencia y obligado a luchar por su vida en las arenas del gladitorial. Korg fue hecho para matar a su hermano Margus contra su voluntad, un hecho que sigue atormentando a Korg.
Cuando Hulk fue exiliado al planeta del Rey Rojo, Korg se convirtió en el aliado de Hulk después de que él y otros cinco fueron victoriosos durante uno de los juegos de gladiadores que gobiernan el planeta como una forma de entretenimiento. Korg fue el primero en dejar que el grupo hablara entre sí, y después de más victorias en el juego, Korg se convirtió en un gladiador. Aún luchando junto a Hulk, Korg formó parte del grupo que se rebeló contra el Rey Rojo después de que el Silver Surfer utilizó su poder cósmico para destruir los discos que controlaban a los esclavos. El Surfer también había sido hecho esclavo por tal disco, pero fue destruido por Hulk cuando fueron forzados a la batalla (en la adaptación cinematográfica, fue Beta Ray Bill, no el Silver Surfer, usando los poderes de su martillo, Stormbreaker, para realizar esta hazaña).
Después de la detonación de Sakaar, Korg convence a Hiroim (que ha perdido su esperanza y quería quedarse a morir) para venir con él en la nave espacial. Korg estuvo con Hulk y los otros y logró golpear al Hombre Maravilla. Sin embargo, después del descubrimiento de que Miek había provocado la destrucción de Sakaar, Korg y el otro sobreviviente Warbound, se rindieron a la custodia de S.H.I.E.L.D., sólo para escapar cuando los terremotos comenzaron a desgarrar la isla de Manhattan aparte debido al daño que Hulk había causado. Trabajando con su compañero de Warbound, Hiroim y el héroe de la Tierra, la Mole, Korg era capaz de curar el daño causado a la isla, antes de que él y su compañero Warbound se retiraron a las alcantarillas.
Korg también aparece en el World War Hulk: Frontline como detective y está asociado con un detective de Nueva York al investigar la muerte del Arch-E-5912. En los Vengadores: La Iniciativa de la Guerra Mundial Hulk, Korg se enfrenta a su miedo cuando Trauma viene a rescatar es compañeros cadetes: El peor temor de Korg es el dios del trueno, Thor.
En la miniserie Warbound, ayuda en la derrota del Líder que ha convertido una ciudad en medio del desierto en un nuevo Mundo Gamma, pero a costa de Hiroim.
Durante la historia de "World War Hulks", Bruce Banner pide ayuda a Korg cuando el Líder y M.O.D.O.K. transforman un ejército y muchos de los héroes de la Tierra en "Hulks", ayudando a dominarlos.
Durante la historia de la " Guerra del Caos " de 2010-2011, Korg termina ayudando a los Hulks y a A-Bomb al pelear con un resucitado Abominación y a las fuerzas de Amatsu-Mikaboshi. Cuando la parte Zom del Doctor Strange es despertada por Amatsu-Mikaboshi, Marlo Chandler termina usando el fragmento de la muerte para resucitar a algunos de los aliados de Hulk. Uno de ellos es Hiroim, ya que se muestra que Korg y Hiroim tenían una relación del mismo género (aunque la gente de Korg no tiene géneros separados).
Durante la historia de Civil War II de 2016, Korg estuvo con Warbound cuando recibieron la noticia de que Bruce Banner estaba muerto. Cuando en el funeral de Bruce, Korg declaró cómo Hulk quería quedarse solo y cómo hizo aliados que le eran familiares.
Cuando los Skrullduggers salían de un portal a Weirdworld en una instalación de Roxxon, Korg pareció ayudar al hombre Blake y el humano de Roxxon, la Mole, infectados con Brood a evitar que los Skrullduggers salieran del portal. Esto se confirmó cuando el Arma H y Dario Agger vinieron a revisar a Blake y Hombre Cosa. Hace tres días, Korg salva a algunos soldados de los Skrullduggers. Su monólogo interior dice que llegó a Weirdworld después de escuchar que Hulk ha vuelto de la muerte. En el presente, Korg se entera de Dario Agger que los soldados Roxxon están a salvo en un búnker en Weirdworld. Mientras el Arma H dirige la misión a Weirdworld, son atacados por una tribu de humanoides de piel azul llamados Inaku, quienes los culpan por romper la Tierra y permitir que los Skrullduggers se lleven a su reina. Después de que Arma H libere a sus compañeros cautivos, Korg y Titania se quedan para ayudar a Man-Thing a fortalecer la aldea Inaku en caso de que los Skrullduggers se presenten mientras que Arma H, Angel y Blake van en una misión sigilosa a Roxxon. Él y Titania ayudan a los Inaku a establecer un pozo lleno de púas cubiertas de veneno de bayas. Cuando los Skrullduggers atacan, Hombre Cosa, Korg y Titania ayudan al Inaku a defender su pueblo fortificado de los Skrullduggers hasta que de repente van en una dirección. Korg, Hombre Cosa, Titania encuentran el Arma H con los Skrullduggers bajo el control de Morgan le Fay mientras atacan la aldea Inaku. Pensando que el Arma H está en un frenesí de batalla, Korg le recuerda a Titania que el Arma H es parte Hulk. Cuando Morgan le Fay de la Tierra-15238 aparece y se identifica como una reina del Inaku, Titania y Korg son atacados por el Protector Hara, los Skrullduggers y Arma H. Korg se enfrenta contra Arma H. Korg y Titania se ponen al día con el Arma H donde descubren que Dario se ha transformado en Minotauro. Cuando todos evacuan a través del portal durante la pelea de Minotauro con Morgan le Fay, Korg lleva a Sonia a través del portal. Después de que Dario les paga los términos de su contrato, Titania lleva a Blake, Korg y Hombre Cosa a una hamburguesería en la calle.

## Poderes y habilidades
Como todos los Kronans, Korg posee un cuerpo hecho de una sustancia duradera basada en silicio que le otorga protección contra casi todas las formas de daño físico y le da una apariencia de roca. En ambientes ricos en oxígeno, Korg también posee una enorme fuerza sobrehumana casi comparable a Hércules. Su estado mineral también le concede una vida útil extremadamente prolongada.
Cuando luchaba como gladiador, confiaba principalmente en su poder físico y en su forma extremadamente duradera, en lugar de las habilidades reales de combate. Sin embargo, es un experimentado estratega militar y consumado pragmatista, que constantemente evalúa su entorno para poder decir qué acciones son necesarias para su supervivencia.

## Otras versiones

### Marvel Zombies Return
En Marvel Zombies Return # 4, Hulk, junto con Warbound, llega a la luna con la esperanza de comenzar World War Hulk, pero en su lugar cumplir con las versiones zombificadas de Giant Man y los Immortales. Al comienzo de la batalla, Korg es volado en pedazos y asesinado.

### ¿Qué pasaría si...?
- En What if: Planet Hulk, Korg se muestra devastado por la muerte de Miek en la destrucción de Sakaar sin saber que él era el responsable. También participa en la conquista de la Tierra con Caiera como reina.
- En What if: World War Hulk, Korg y el resto de Warbound mueren después de que Iron Man no dudó en usar el láser y destruye Nueva York.
- En ¿Y si Thor había luchado contra Hulk?, Korg y el resto del Warbound terminaron luchando contra los Tres Guerreros hasta que se conoció la traición de Miek. Después de que Thor razonara con éxito con Hulk, Korg se fue con el Warbound para regresar a Sakaar en reconstruirlo.

## En otros medios

### Televisión
- Korg aparece en la segunda temporada de The Super Hero Squad Show, episodio "Planeta Hulk", expresado por Dave Wittenberg.
- Korg aparece en la primera temporada de Hulk and the Agents of S.M.A.S.H., episodio 26, "El Planeta de El Líder", con la voz de Jonathan Adams.[16] Se muestra que está entre los habitantes de Sakaar para ser controlado por el Líder como se ve entre los esclavos en las minas de Sakaar. Korg culpa a Skaar por ayudar al Líder a conquistar a Sakaar. Durante la revolución, Red Hulk convenció a Korg para ayudarlos a liberar a Sakaar del Líder.

### Cine
- Korg apareció en la película de Planet Hulk expresada por Kevin Michael Richardson.[17]

### Universo cinematográfico de Marvel
Korg aparece en el universo cinematográfico de Marvel, retratado por Taika Waititi mediante el uso de la captura de movimiento. Esta versión es educada, habla con acento de Nueva Zelanda y dice lo que naturalmente tiene en mente. Waititi basó la voz y los gestos de Korg en los neozelandeses polinesios / maoríes, que suelen ser muy suaves y conocidos por usar el humor.
- En Thor: Ragnarok (2017), Korg es uno de los gladiadores forzados a luchar entre sí por el ser cósmico y gobernante de Sakaar, el Gran Maestro. Habla con un acento cortés y neozelandés y dice lo que naturalmente piensa. Cuando Thor prepara su escape, Valkyrie libera a Korg, a su amigo Miek y al resto de los gladiadores mientras encabezan una rebelión contra el Gran Maestro. En el camino, Korg y su grupo secuestran la nave estelar del Gran Maestro, el Statesman, ayudan al grupo de Thor a evacuar Asgard y se unen a Thor en su viaje para encontrar un nuevo hogar para los refugiados asgardianos.
- Korg más tarde regresa en Avengers: Endgame (2019). Cinco años después de sobrevivir al ataque de Thanos al Statesman y al Blip fuera de la pantalla durante los eventos de la película de acción en vivo Avengers: Infinity War (2018),[20] vive con Miek, Thor y los refugiados en New Asgard, Noruega. Cuando Hulk y Rocket Raccoon vienen a reclutar a Thor y recuperar las Gemas del Infinito a través del viaje en el tiempo, Korg y Miek participan en un juego de Fortnite con Korg vestido con ropa de la Tierra. Se muestra que tiene cierto rencor con un jugador rival invisible llamado "Noobmaster69".[21] Más tarde, Korg y Miek ayudan a Thor, los Vengadores y sus aliados a luchar contra una versión alternativa de Thanos en la línea de tiempo.
- Korg regresa en el cortometraje promocional de acción en vivo Deadpool and Korg React (2021), en el que reacciona a un avance de la película Free Guy junto a Deadpool, quien intenta unirse al UCM.[22]
- Waititi expresa versiones alternativas de la línea de tiempo de Korg en la serie animada de Disney+, What If...? (2021).[23]
  - En la temporada 1, episodio "¿Qué pasaría sí... Thor fuera hijo único?", aparece una variante de Korg como asistente a la fiesta de Thor en la Tierra y en el episodio "¿Qué pasaría sí... Ultron ganara?", otra variante de Korg es una breve muestra la lucha contra el ejército de Ultron, Ultron Centinelas en Sakaar antes de que finalmente sea asesinado.
  - En la temporada 2, aparece en "¿Qué pasaría sí... Nebula se une a los Nova Corps?", donde Korg junto a su mejor amigo Miek asisten a un casino con Howard el pato y Groot, hasta que llega Nebula, la cual descubre una conspiración en el Cuerpo Nova. Luego de que Nebula descubre que trabajan para Ronan y asesinaron a Yondu. Korg, Groot, Howard, Miek y Nebula forman un equipo para vencer al cuerpo Nova, venciéndolo.
- Korg aparece en Thor: Love and Thunder (2022).[24] Después de que Gorr ataca New Asgard como parte de su búsqueda para matar a todos los dioses, Korg se une a Thor y sus aliados para viajar a Ciudad Omnipotente para advertir a los dioses compañeros de Thor. Sin embargo, se pelean con Zeus, quien reduce a Korg a la cabeza. Una vez que Thor derrota a Gorr, Korg adquiere un nuevo cuerpo y se enamora de un compañero Kronan llamado Dwayne (con la voz de Dave Cory).

### Videojuegos
- Korg aparece como un personaje de apoyo en Marvel Puzzle Quest.[25]
- Korg aparece como personaje jugable en Marvel: Contest of Champions.[26]
- Aparece como carta jugable en el juego de cartas Marvel Snap.